# Anita Di Giuseppe
Anita Di Giuseppe (Roseto degli Abruzzi, 21 marzo 1953) è una politica italiana.

## Biografia
Si è laureata in Scienze Motorie presso l'Università degli Studi dell'Aquila, è sposata e madre di due figli, residente in Molise dal 1974.
È stata docente e dirigente scolastico presso l'Istituto Comprensivo di Campomarino, nella provincia di Campobasso.
Alle elezioni comunali in Molise del 2004 viene eletta Sindaco di Campomarino con una lista civica, rimanendovi in carica fino alla fine del mandato.
Militante dell'Italia dei Valori, nel 2008 è stata eletta Deputato della Repubblica per lo stesso partito.
Dal 2008 al 2013, nel suo mandato parlamentare, ha ricoperto l'incarico di capogruppo presso la Commissione Agricoltura della Camera dei Deputati ed è stata membro della Commissione parlamentare per l'infanzia e l'adolescenza.
In seguito aderisce ad Azione dell'ex Ministro dello Sviluppo economico Carlo Calenda, facendo parte del suo Consiglio Direttivo Regionale in Molise.